# Ligue Amateur de football
La Ligue Amateur ou LA est un organe sportif, regroupant les équipes amateurs, qui gère les compétitions nationales amateurs du football masculin en Suisse et les associations régionales de football. Il est l'un des trois organes de l'association suisse de football, avec la Swiss Football League et la Première Ligue de football.

## Fonctionnement
La ligue est composée de cinq divisions : la 2e Ligue interrégionale et les ligues qui sont gérées par les associations régionales de football qui sont là 2e ligue, la 3e ligue, la 4e ligue et la 5e ligue.